# Jean Senelle
Jean Senelle est un peintre né en 1605 et décédé avant 1671 à Meaux. Il fit son apprentissage au sein de l'atelier de Georges Lallemand puis de celui de Simon Vouet. Stylistiquement, il peut être rapproché de Laurent de La Hyre et de Claude Vignon, évoluant du maniérisme tardif de ses débuts au classicisme de ses dernières productions, avec des compositions très recherchées et des drapées de grande qualité.

## Œuvre
La majorité de son œuvre est conservée à Meaux et dans ses environs.
- Un tableau d'autel, La Vierge à l'Enfant adorée par les anges est conservé au château de Bazoches.
- Saint-Jean Baptiste[1]

- Orléans, musée des Beaux-Arts:
  - Saint François remettant le cordon et la règle de son ordre à Saint Louis, 1639, huile sur toile, 285,5 x 185,5 cm[2].
  - Saint Marc/Saint Matthieu, 1640-1650, huiles sur toile, 164 x 108 cm chacun[3].
  - Esculape, huile sur toile, 94 x 62 cm (réalisé avec Sulpice II Morel)[4]